# Plaques de matrícula de Bulgària

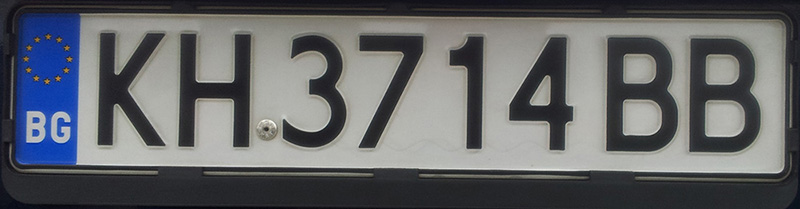
Model actual de matrícula.

Les plaques de matrícula dels vehicles de Bulgària segueixen un sistema format per dues lletres inicials que indiquen la província (o oblast) i una sèrie alfanumèrica de quatre xifres i dues lletres (per exemple, AB 1234AB). Els caràcters són de color negre sobre fons blanc, i el format és el comú a la resta de plaques de la Unió Europea, pel que també porta la secció blava a l'extrem esquerre amb les estrelles en cercle de la UE i el codi del país, BG.
Les lletres utilitzades, tant per indicar la província com a la sèrie, només són les coincidents entre l'alfabet llatí i l'alfabet ciríl·lic.

## Codificació

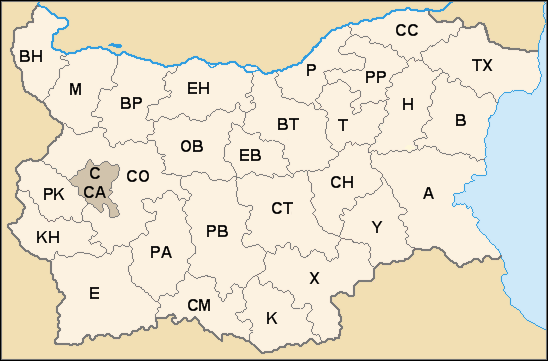
Mapa de localització dels codis actuals.

La següent taula mostra la codificació de les 28 províncies búlgares. Els codis segueixen l'ordre de l'alfabet ciríl·lic.
| Codis actuals | Codis entre 1985-1992 | Codis fins 1985 | Nom de la província | En búlgar      |
| ------------- | --------------------- | --------------- | ------------------- | -------------- |
| A, AA         | Б                     | Бс, Б           | Burgàs              | Бургас         |
| B             | В                     | Вн, B           | Varna               | Варна          |
| BH            | ВД                    | Вд              | Vidin               | Видин          |
| BP            | ВР                    | Вр              | Vratsa              | Враца          |
| BT            | ВТ                    | ВТ              | Veliko Tarnovo      | Велико Търново |
| E             | БЛ                    | Бл              | Blagòevgrad         | Благоевград    |
| EB            | Г                     | Гб, Г           | Gàbrovo             | Габрово        |
| EH            | ПЛ                    | Пл              | Pleven              | Плевен         |
| K             | КЖ                    | Кж, К           | Kardzhali           | Кърджали       |
| KH            | КН                    | Кн              | Kiustendil          | Кюстендил      |
| M             | М                     | Мх, М           | Montana             | Монтана        |
| H             | Ш                     | Шн, Ш           | Xumen               | Шумен          |
| OB            | Л                     | Лч, Л           | Lovetx              | Ловеч          |
| P             | Р                     | Рс, P           | Ruse                | Русе           |
| PA            | ПЗ                    | Пз              | Pàzardjik           | Пазарджик      |
| PB            | П                     | Пд, П           | Plòvdiv             | Пловдив        |
| PK            | ПК                    | Пк              | Pernik              | Перник         |
| PP            | РЗ                    | Рз              | Razgrad             | Разград        |
| C, CA, CB     | С i А                 | Сф, С, А        | Sofia -capital      | София-град     |
| CC            | СС                    | Cс              | Silistra            | Силистра       |
| CH            | СЛ                    | Сл              | Sliven              | Сливен         |
| CM            | СМ                    | См              | Smolian             | Смолян         |
| CO            | СО                    | СФ, Со          | Sofia -província    | София          |
| CT            | СЗ                    | СT, СЗ          | Stara Zagora        | Стара Загора   |
| T             | Т                     | Тщ, Т           | Targovixte          | Търговище      |
| TX            | ТХ                    | Тх              | Dòbritx             | Добрич         |
| У             | Я                     | Яб, Я           | Iambol              | Ямбол          |
| X             | Х                     | Хс, Х           | Khàskovo            | Хасково        |

Els vehicles de les Forces Armades porten el codi BA (per Българска армия). I els de la Defensa civil porten el codi CP (per, Гражданска защита)

## Tipus

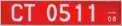
Matrícula diplomàtica.

Els vehicles diplomàtics porten unes plaques de fons vermell i caràcters en blanc. La numeració es compon de les lletres C (vehicles amb estatus diplomàtic), CC (vehicles amb estatus consular) o CT (vehicles pertanyents a altres membres del personal de les representacions diplomàtiques) seguides de quatre xifres, on les dues primeres identifiquen l'estat. Porta dos dígits més petits a la cantonada inferior dreta que indiquen l'any de caducitat de la placa.

## Història

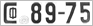
Format anterior a 1969.

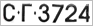
1969-1986. Vehicle de l'estat.

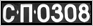
1969-1986. Vehicle particular.

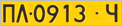
1986-1992. Vehicle particular.

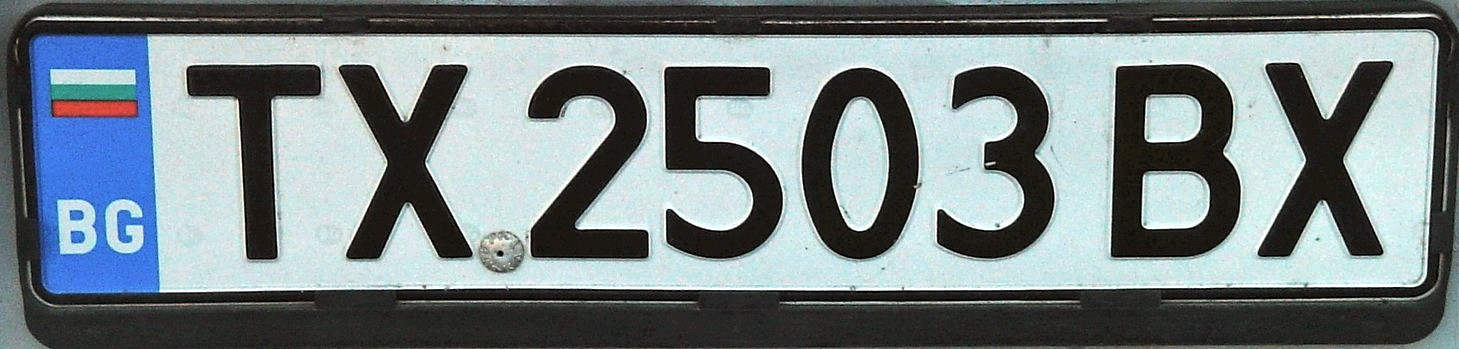
Matrícula anterior al 2007.

### Fins a 1969
Format d'una o dues lletres i quatre xifres amb els caràcters blancs sobre un fons negre (per exemple, A(B) 12-34).

### 1969–1986
Els vehicles de l'estat portaven un format de matrícula semblant a l'anterior, dues lletres i quatre xifres, de color negre sobre fons blanc. Mentre els vehicles particulars utilitzaven el mateix format però amb els colors invertits, caràcters blancs sobre fons negre.

### 1986–1992
El nou format consta d'una o dues lletres que indiquen la província més quatre xifres i una o dues lletres de sèrie, adoptant la norma internacional ISO 7591 per a les matrícules. Els colors dels caràcters i fons canvien segons l'ús dels vehicles (els vehicles privats tenen el fons groc, els de l'estat tenen el fons blanc).

### 2000-2007
A partir del 2000 (i fins al 2007, any d'adhesió a la UE), va adoptar el model europeu de matrícula però a la franja blava s'hi mostrava la bandera nacional en lloc de la bandera de la UE.